# فهرست قاتلان زنجیره‌ای بر اساس تعداد قربانیان
یک قاتل زنجیره‌ای کسی است که سه نفر یا بیشتر را در موقعیت‌های گوناگون و در یک بازهٔ زمانی مشخص، به دلایل روانی به عمد به قتل می‌رساند. فاصلهٔ زمانی بین قتل‌ها وجود دارد که ممکن است طیف وسیعی از چند ساعت تا چندین سال را دربرگیرد. این فهرست، قاتلان زنجیره‌ای در قرن بیستم را بر اساس تعداد قربانیان نشان می‌دهد. در بسیاری از موارد تعداد دقیق قربانیان اختصاص داده شده به یک قاتل زنجیره‌ای شناخته شده نیست و حتی در صورتی که فرد به چند فقره قتل متهم شود، این احتمال وجود دارد که او افراد بیشتری را کشته باشد.
ماهیت پیچیده قاتلان زنجیره‌ای، جنایات آنها، اختلاف ناشی از موقعیت جغرافیایی یا زمان وقوع جرم و تحقیقات مربوط به این افراد در سازماندهی و رتبه‌بندی آنها مشکلاتی را ایجاد می‌کند. برای مشخص کردن همین موضوع، دسته‌های متعدد به منظور دقت بیشتر در توصیف طبیعت و برخی از قاتلان زنجیره‌ای ارائه شده. ستون چهارم در جدول، تعداد قربانیان یک قاتل زنجیره‌ای خاص را نشان می‌دهد و در این زمینه، فهرست به ترتیب است. ستون پنجم، تعداد قربانیانِ محتملِ قاتل، که امکانِ به قتل رسیدن آنها توسط یک قاتل خاص وجود دارد را، نشان می‌دهد. برخی از این جرایم در حال حاضر حل نشده باقی مانده‌اند اما با این حال در آمار به حساب آمده‌اند زیرا مشخصا مربوط به یک قاتل خاص هستند؛ حتی با اینکه کسی دستگیر نشده‌است.
این فهرست لزوماً شامل جنایتکاران جنگی یا مسئولان کشتار داخلی نمی‌شود.
این لیست شامل قاتلان دسته جمعی، قاتلان ولگردی، جنایتکاران جنگی، اعضای دولت‌های نسل‌کش، یا شخصیت‌های سیاسی بزرگ مانند آدولف هیتلر، هیدکی توجو، سوهارتو، مائو تسه تونگ، جوزف استالین، پل پوت نمی‌شود.

## قاتلان زنجیره‌ای با بالاترین تعدادِ قربانی شناخته‌شده
پرکارترین قاتل زنجیره‌ای نوین «هارولد شیپمن» است؛ با ۲۱۸ قتلِ اثبات‌شده که با در نظر گرفتن قتل‌های مشکوک به ۲۵۰ مورد نیز می‌رسد. به‌استثنای «فهرست قاتلان متخصص پزشکی و شبه‌پزشکی» که توانایی کشتن را به‌سادگی و در روز روشن را دارند و گروه‌ها و زوج‌های قاتل زنجیره‌ای، این فهرستی تلفیقی از قاتلان زنجیره‌ای نوین است که در حال حاضر بالاترین تعداد قربانیِ اثبات‌شده را دارند.
| نام                         | کشور                                                        | سال‌های فعالیت | قربانیان اثبات‌شده | قربانیان احتمالی | توضیحات |
| --------------------------- | ----------------------------------------------------------- | ------------- | ----------------- | ---------------- | --- |
| لوئیس گاراویتو              | کلمبیا اکوادور ونزوئلا                                      | ۱۹۹۲ تا ۱۹۹۹  | ۱۳۸               | ۱۷۲–۳۰۰+         | قاتل کودک، قاتل شکنجه‌گر و تجاوزگر معروف به «هیولا». اعتراف کرد که در طی یک دورهٔ هفت ساله، ۱۴۰ پسربچه بین ۸ تا ۱۶ ساله را در کلمبیا و کشورهای همسایه به قتل رسانده‌است. وی مظنون به قتل بیش از ۳۰۰ قربانی است که بیشتر کودکان خیابانی هستند. |
| پدرو آلونسو لوپز            | کلمبیا پرو اکوادور                                          | ۱۹۶۹ تا ۱۹۷۹  | ۱۱۰               | ۳۰۰+             | قاتل کودک و تجاوزگر معروف به «هیولای آندس». دختران جوان در سنین ۸ تا ۱۲ ساله را مورد هدف قرار می‌داد. در سال ۱۹۸۰ دستگیر و در سال ۱۹۸۳ به قتل سه دختر جوان محکوم شد، اما ادعا شد که صدها نفر را کشته‌است. با وجود اینکه به عنوان یکی از پرکارترین قاتلان سریالی قرن بیستم شناخته می‌شد، اما در اواخر دههٔ ۱۹۹۰ آزاد شد. |
| جاوید اقبال (قاتل زنجیره‌ای) | پاکستان                                                     | ۱۹۹۸ تا ۱۹۹۹  | ۱۰۰               | ۱۰۰              | قاتل کودک و تجاوزگر معروف به «کوکری». اقبال ۱۰۰ کودک خیابانی را با خفه کردن آنها و حل کردن اجساد در اسید به قتل رساند. وی در سال ۱۹۹۹ به لطف نامه ای که برای روزنامه ارسال کرده بود دستگیر شد و قرار بود به روشی که قاضی اظهار داشت اعدام شود: «تو در مقابل والدینی که فرزندانشان را کشتید، خفه می‌شوید. سپس به ۱۰۰ قطعه بریده شده و در اسید ریخته خواهید شد؛ به همان روشی که کودکان را کشتید.» با این حال، او قبل از اعدام در زندان درگذشت. |
| میخاییل پوپکوف              | روسیه                                                       | ۱۹۹۲ تا ۲۰۱۰  | ۷۸                | ۸۱               | قاتل-متجاوز سریالی با نام مستعار «گرگینه» که به مدت دو دهه در آنگارسک، ایرکوتسک و ولادی‌وستوک فعال بود. وی پس از محکومیت به ۲۲ قتل در سال ۲۰۱۵، به ۵۹ قتل دیگر نیز اعتراف کرد که در سال ۲۰۱۸، برای ۵۶ مورد آن مجرم شناخته شده و محکوم شد. |
| دانیل کامارگو باربوسا       | کلمبیا اکوادور برزیل (ادعا شده)                             | ۱۹۷۴ تا ۱۹۸۶  | ۷۲                | ۱۸۰              | قاتل کودک و زن، به احتمال زیاد بیش از ۱۵۰ قربانی تجاوز و قتل دارد. هدف اولش دختربچه‌ها بودند، زیرا احتمال باکره بودنشان زیادتر بود. به قتل ۷۲ نفر اعتراف کرده‌است. در کلمبیا، دختران جوانی را خفه کرد و سپس دستگیر شد اما از زندان فرار کرد وقتل‌هایش را در اکوادور ادامه داد. وی که در سال ۱۹۸۶ دوباره بازداشت شد و در همان زندانی که قاتل زنجیره‌ای «پدرو لوپز» بود، نگهداری شد. کامارگو توسط برادرزادهٔ یکی از قربانیانش در زندان کشته شد. |
| پدرو رودریگز فیلو           | برزیل                                                       | ۱۹۶۷ تا ۲۰۰۳  | ۷۱                | ۱۰۰+             | وی ادعا کرد که بیش از ۱۰۰ قربانی را کشته‌است، ۴۷ نفر از آنها زندانی بودند. او همچنین پدرش را کشته و تکه‌ای از قلب او را خورد. او دو قربانی اول خود را در سن ۱۴ سالگی به قتل رساند. برای اولین بار در سال ۱۹۷۳ بازداشت شد و به ۱۲۸ سال زندان محکوم شد، اما حداکثر زمانی که یک فرد می‌تواند در برزیل زندانی باشد، ۳۰ سال است. |
| کامپاتیمار شانکریا          | هند                                                         | ۱۹۷۷ تا ۱۹۷۸  | ۷۰                | ۷۰+              | این قاتل سریالی اسرارآمیز هندی از چکش برای کشتن بیش از ۷۰ زن و مرد در فاصلهٔ سال‌های ۱۹۷۸ تا ۱۹۷۹ استفاده کرد. آخرین سخنان او این بود: «من بیهوده قتل کردم. هیچ‌کس نباید مانند من شود.» |
| یانگ شینهای                 | چین                                                         | ۲۰۰۰ تا ۲۰۰۳  | ۶۷                | ۶۷               | معروف به «هیولای قاتل». شب‌ها وارد خانه قربانیان می‌شد و با استفاده از تبر، ساطور، چکش و بیل آنها را به قتل می‌رساند. در سال ۲۰۰۴ توسط گلوله اعدام شد. |
| آندری چیکاتیلو              | اتحاد جماهیر شوروی                                          | ۱۹۷۸ تا ۱۹۹۰  | ۵۳                | ۵۶               | معروف به «قصاب روستوف» یا «سرخ‌پوش». محکوم به قتل ۵۳ زن و کودک بین سال‌های ۱۹۷۸ و ۱۹۹۰. قبلاً یک مرد را به جرم نخستین قتل وی محکوم و اعدام شد. در سال ۱۹۹۴ توسط گلوله اعدام شد. |
| آناتولی اونوپرینکو          | اتحاد جماهیر شوروی اوکراین                                  | ۱۹۸۹ تا ۱۹۹۶  | ۵۲                | ۵۲+              | معروف به «جانور اوکراین»، «نابودگر» و «شهروند اُ». محکوم به قتل نه نفر در سال ۱۹۸۹ و ۴۳ نفر در سالهای ۱۹۹۵–۱۹۹۶. از ۱۹۹۰ تا ۱۹۹۵ به‌طور غیرقانونی درطول اروپا سفر کرد. اینکه آیا او در این مدت کسی را کشته‌است یا نه، نامعلوم است. ابتدا به اعدام محکوم شد اما بعداً به حبس ابد تغییر کرد. در سال ۲۰۱۳ در اثر نارسایی قلبی درگذشت. |
| ساموئل لیتل                 | ایالات متحده آمریکا                                         | ۱۹۷۰ تا ۲۰۰۵  | ۵۰                | ۹۳               | به قتل سه زن محکوم شد، اما تحقیقات بعدی ۳۱ قتل دیگر را با وی مرتبط کرد. اکنون تصور می‌شود که لیتل پرکارترین قاتل سریالی آمریکا باشد. او ادعا کرد که در حدود ۹۳ نفر را کشته‌است، سه مورد بیشتر از اعتراف اولیه‌اش که ۹۰ نفربود. اف‌بی‌آی بعداً ۵۰ قتل که مربوط به لیتل بود را تأیید کرد. تحقیقات در مورد جنایات وی ادامه دارد. |
| فلوریسوالدو دی اولیویرا     | برزیل                                                       | ۱۹۸۲          | ۵۰                | ۵۰+              | معروف به «کابو برونو»؛ افسر سابق پلیس و پارتیزان که در حومهٔ سائو پائولو جنایتکاران را به قتل می‌رساند. در سال ۲۰۱۲ توسط مهاجمان ناشناس به قتل رسید. |
| رابرت پیکتون                | کانادا                                                      | ۱۹۸۳ تا ۲۰۰۲  | ۴۹                | ۴۹               | ملقب به «قصاب»؛ رابرت پیکتون قاتل سریالی کانادایی بود که ۴۹ زن را به قتل رساند و با دادن اجزای بدنشان به عنوان غذا به خوک‌هایش، جسد آنها را از بین می‌برد. وی فقط به ۶ قتل محکوم شد اما به ۴۹ مورد متهم شده بود. متأسفانه، به دلیل عصبانیت خانواده‌های قربانیان، تنها ۴۳ فقره از اتهامات باقی مانده یا کاهش یافته‌است. |
| گری ریجوی                   | ایالات متحده آمریکا                                         | ۱۹۸۲ تا ۲۰۰۰  | ۴۹                | ۷۱–۹۰+           | نقاش ساختمانی که به قتل ۷۱ زن اعتراف کرد. همچنین به عنوان «قاتل گرین ریور» نیز شناخته می‌شود. وی تقریباً به‌طور انحصاری کارگران جنسی در سیاتل را هدف قرار داد. مظنون به قتل بیش از ۹۰ قربانی، اعتراف به قتل ۷۱ نفر، محکوم به قتل ۴۹ نفر. محکوم به حبس ابد بدون آزادی مشروط. در حال حاضر در زندان ای‌دی‌اکس فلورنس در کلرادو زندانی شده‌است. |
| الکساندر پیچوشکین           | روسیه                                                       | ۱۹۹۲ تا ۲۰۰۶  | ۴۸                | ۶۰               | معروف به «قاتل شطرنجی». محکوم به قتل ۴۸ قربانی و مظنون به قتل ۶۰ نفر. ادعا کرد که ۶۲ نفر را به قتل رسانده‌است، زیرا نمی‌دانست که دو قربانی وی زنده مانده‌اند. گفت هدفش تبدیل شدن به پرکارترین قاتل سریالی روسیه بوده‌است. به حبس ابد محکوم شد. |
| وانگ کیانگ (قاتل سریالی)    | چین                                                         | ۱۹۹۵ تا ۲۰۰۳  | ۴۵                | ۶۰+              | از سال ۱۹۹۵ تا ۲۰۰۳، ۴۵ نفر را کشت و به ۱۰ نفر تجاوز کرد. در سال ۲۰۰۵ اعدام شد. |
| احمد سوراجی (قاتل سریالی)   | اندونزی                                                     | ۱۹۸۶ تا ۱۹۹۷  | ۴۲                | ۷۰–۸۰+           | محکوم به خفه کردن حداقل ۴۲ زن و دختر در یک سری از کشتارهای آیینی که معتقد بود به او قدرت جادویی می‌دهد. در سال ۲۰۰۸ توسط جوخهٔ تیر اعدام شد. |
| رامان راگاو                 | هند                                                         | ۱۹۶۵ تا ۱۹۶۸  | ۴۱                | ۴۱               | در اواخر دههٔ ۱۹۶۰، رامان راگاوا شهر بمبئی را به خشونت کشید. وی قربانیانش را در حالی که خواب بودند، به قتل رساند. |
| تیاگو هنریکیو گومز دا روچا  | برزیل                                                       | ۲۰۱۱ تا ۲۰۱۴  | ۳۹                | ~۳۹              | عضو گارد امنیتی برزیل بود که به قتل ۳۹ نفر اعتراف کرد. وی در زندان اقدام به خودکشی کرد. او محکوم به ۲۵ سال زندان شد. |
| موسی سیتول                  | آفریقای جنوبی                                               | ۱۹۹۴ تا ۱۹۹۵  | ۳۸                | ۳۸+              | معروف به تد باندی آفریقای جنوبی. پیش از اینکه قربانیان خود را، که بیشتر زنان بیکار بودند، به مکانی ایزوله منتقل کند و در آنجا به تجاوز، شکنجه و قتل آنها بپردازد، با آنها به عنوان یک تاجر ملاقات می‌کرد و قربانیان خود را با چشم‌انداز شغل فریب می‌داد. او محکوم به ۲۴۱۰ سال حبس شد و تا مدت ۹۳۰ سال شامل آزادی مشروط نخواهد شد. |
| سرحی توکا                   | اتحاد جماهیر شوروی اوکراین                                  | ۱۹۸۴ تا ۲۰۰۵  | ۳۶                | ۸۰–۱۰۰           | یک بازپرس جنایی سابق پلیس اوکراین، دختران بین ۸ تا ۱۸ سال را خفه کرد و پس از کشتن آنها، بدنشان را مورد سواستفادهٔ جنسی قرار داد. ادعا می‌شود که ۱۰۰ نفر را به قتل رسانده‌است. به حبس ابد محکوم شد. در سال ۲۰۱۸ در اثر نارسایی قلبی درگذشت. |
| گنادی میخازویچ              | اتحاد جماهیر شوروی                                          | ۱۹۷۱ تا ۱۹۸۵  | ۳۶                | ۴۳–۵۵+           | زنان را خفه می‌کرد. او علاوه بر کشتن قربانیان، پول و اشیای با ارزش آنها را می‌دزدید (که گاه به عنوان هدیه به همسرش می‌داد). در سال ۱۹۸۷ توسط جوخهٔ آتش اعدام شد. |
| محمد مسفوی                  | مراکش                                                       | ۱۹۰۶ و زودتر  | ۳۶                | ۳۶+              | معروف به «قوس قاتل مراکش»؛ زنان را تخدیر و معیوب می‌کرد و به قتل می‌رساند. او در سال ۱۹۰۶ اعدام شد. |
| ورا رنزی                    | رومانی جمهوری فدرال سوسیالیستی یوگسلاوی مجارستان (ادعا شده) | ۱۹۲۰ تا ۱۹۳۰  | ۳۵                | ~۳۵              | قاتل سریالی رومانیایی با نام مستعار «بیوه سیاه» به قتل ۳۵ مرد در اثر مسمومیت با آرسنیک محکوم شد اما اعتراف کرد که فقط ۳۲ قربانی را به قتل رسانده‌است. رنزی پرکارترین قاتل زن سریالی در جهان است. با این حال، اطلاعات کمی در مورد رنزی و جنایات او وجود دارد، زیرا اطلاعات شخصی (تاریخ جنایی، سوابق دانشگاهی، و غیره) همانند آنچه امروزه در دسترس است، فهرست نویسی نشده بود. این باعث شده تا برخی از جرم شناسان به این باور برسند که او فقط شخصیتی افسانه‌ای در تاریخ و سنت رومانیا بوده‌است، نه یک شخص واقعی.                                                                   |
| تد باندی                    | ایالات متحده آمریکا                                         | ۱۹۷۴ تا ۱۹۷۸  | ۳۵                | ۳۶+              | قاتل سریالی آمریکایی که به خاطر جذابیت و ظاهر خوبش معروف بود. باندی رسماً به ۳۰ قتل اعتراف کرد، اما در گذشته به قتل ۳۵–۳۶ زن اعتراف کرده بود، و برخی تخمین‌ها به ۱۰۰ قربانی یا بیشتر رسیده‌است. برای دو بار فرار از زندان و قتل چندین قربانی در یک روز بدنام است. بعضی اوقات قربانی جدید را در ساعت متفاوتی از همان مکان قربانی قبلی می‌ربود. وی در سال ۱۹۸۹ توسط صندلی برقی اعدام شد. |
| جان وین گیسی                | ایالات متحده آمریکا                                         | ۱۹۷۲ تا ۱۹۷۸  | ۳۳                | ۳۴+              | معروف است که بین سالهای ۱۹۷۲ و ۱۹۷۸ حداقل ۳۳ پسر نوجوان و مرد جوان را به قتل رسانده‌است و ۲۶ نفر از آنها را زیر خانهٔ خود در شیکاگو دفن کرد. گیسی به دلیل این که در اغلب رویدادهای اجتماعی کودکان را با پوشیدن لباس دلقک سرگرم می‌کرد، به عنوان «دلقک قاتل» شناخته می‌شد. در سال ۱۹۹۴ با تزریق سم اعدام شد. |
| علی اصغر بروجردی            | امپراتوری عثمانی عراق ایران                                 | ۱۹۰۷ تا ۱۹۳۴  | ۳۳                | ۳۳               | معروف به «اصغر قاتل»؛ ۳۳ نفر را که اغلب کودک بودند، در عراق و ایران به قتل رساند. او در سال ۱۹۳۴ به طناب دار آویخته شد. |
| واسیلی کومارف               | اتحاد جماهیر شوروی                                          | ۱۹۲۱ تا ۱۹۲۳  | ۳۳                | ۳۳               | معروف به «گرگ مسکو»؛ تاجر اسب که ۳۳ مرد را کشت. در سال ۱۹۲۳ توسط جوخهٔ آتش اعدام شد. |
| فرناندو هرناندز لیوا        | مکزیک                                                       | ۱۹۸۲ تا ۱۹۹۹  | ۳۳                | ۱۰۰+             | در هنگام دستگیری در سال ۱۹۹۹، به ۱۰۰ قتل و شش آدم‌ربایی اعتراف کرد. او قبلاً در سالهای ۱۹۸۲ و ۱۹۸۶ دستگیر شده بود، که بار دوم به جرم قتل بود که بعد از آن از زندان فرار کرد. اما بعداً همه چیز را انکار و ادعا کرد که توسط پلیس و خانوادهٔ قربانیان مورد ضرب و شتم قرار گرفته‌است تا وی را وادار به اعتراف کنند. او که متهم به ۱۳۷ قتل در پنج ایالت جنوبی مکزیک، محکوم به ۳۳ قتل و ۵۰ سال زندان بود تلاش کرد که خود را در زندان بکشد. اگر ادعای او دربارهٔ ۱۰۰ قربانی صادق باشد، لیوا یکی از بدترین قاتل‌های جهان بوده‌است؛ هرچند در حال حاضر او بدترین قاتل سریالی مستند مکزیک است. |
| رمضان عبدالرحیم منصور       | مصر                                                         | ۱۹۹۹ تا ۲۰۰۶  | ۳۲                | ۳۲+              | رهبر مافیا معروف به ال توربینی («قطار سریع‌السیر»). کودکان بی خانمانی که سوار قطارهای بین قاهره، اسکندریه، قلیوبیه و بنی سویف می‌شدند را مورد تجاوز و شکنجه قرارمی‌داد. اکثر این قربانیان پسران ۱۰ تا ۱۴ ساله بودند. قربانیان معمولاً هنگام جان‌کندن یا بعد از مرگ از قطار متحرک به بیرون انداخته می‌شدند. گاهی آنها را به نیل انداخته یا زنده دفن می‌کردند. در سال ۲۰۱۰ اعدام شد. |
| ولگای دیوانه                | روسیه                                                       | ۲۰۱۱ تا ۲۰۱۲  | ۳۲                | ۳۲               | زنان مسن را در چندین منطقهٔ روسیه به قتل رساند. پاول شایاخمتوف قزاقستانی که به جرم قتل دو زن مسن در سامارا مقصر شناخته شد، به ظن ارتکاب این قتل‌ها دستگیر شد، اما نیروهای پلیس بر این باورند که قاتل واقعی، که احتمالاً اهل تاتارستان می‌باشد، هنوز آزاد است. |